# Ramon Amigó Anglès
Ramon Amigó Anglès (Reus, Bajo Campo, 16 de enero de 1925 - Reus, 16 de septiembre de 2011) fue un escritor, profesor de catalán y onomatólogo Español.

## Biografía
Hijo de Ramon Amigó Pujol, de Falset, y Rosa Anglès Solé, de Reus. Tuvo un hermano, que no llegó a conocer, porque murió antes de nacer él. También tuvo una hermana, Rosa. Inició su formación en el colegio Cros de Reus y en 1936 empezó en el Grupo Escolar Francesc  Macià. El año siguiente empezó el curso en el instituto, pero no lo acabó porque se trasladó a la Selva del Campo a causa de la guerra, donde estuvo hasta comienzo de 1939. Es destacable que estudiara catalán, francés e inglés, además de principios de latín, a través de enseñanzas no formales. Teresa Miquel y Pàmies, discípula de Pompeu Fabra, influyó de manera decisiva en la dedicación a la formación de maestras de catalán de Ramon Amigó. En el mismo período (años 40) Joaquim Santasusagna ejerció también de maestro de Amigó en materia literaria y política. Debido al encarcelamiento de su padre, acabada la guerra, él tuvo que dejar los estudios para ponerse a trabajar en una empresa exportadora de frutos secos, donde se ocupó de la correspondencia internacional porque dominaba el francés, el inglés y el alemán.
Vinculado al excursionismo científico, su relación con el geógrafo José Iglesias y Fort y con el erudito y activista Joaquim Santasusagna, acentuaron el interés de Amigó por el estudio consciente del territorio, que se concretó en sus actuaciones en la Asociación Excursionista de Reus, entidad fundada el otoño de 1947 y de la que  fue presidente, en la catalanización de su Boletín a partir de los años sesenta, y en el conocimiento histórico y lingüístico de los municipios del Campo de Tarragona. Sus primeros trabajos hicieron posible la reedición de la guía excursionista Les muntanyes de Prades, el Montsant i Serra la Llena (1960). En la posguerra, durante la segunda mitad de los años cuarenta, participó en concentraciones culturales clandestinas, conocidas con el nombre de «maquis de la poesía», vinculadas también a Joaquim Santasusagna. Con Xavier Amorós y Josep Maria Arnavat (los tres eran conocidos como "La Triple A") colaboró el 1949 en el grupo "Amigos de la Poesía", al amparo de la Sección de Literatura del entonces reabierto Centre de Lectura de Reus.
El 1961, con la maestría de la profesora Teresa Miquel, impulsó, junto con otro profesor, Robert Miralles, la organización de cursos de catalán vinculados a la Junta Asesora de Enseñanza de Òmnium Cultural, con el objetivo de crear un núcleo de profesores preparados para difundir la lengua. A partir de 1966 este proyecto se concretó en la organización de la Secció de Formació del Fòrum Joventut, asociación que tenía el apoyo de la Prioral de San Pedro de Reus.
Amigó participó en dos asociaciones ciudadanas de especial significación: la Asociación de Estudios Reusenses y el Centre de Lectura. De la primera entidad, dedicada a publicar investigaciones historiográficas y culturales sobre Reus y el Bajo Campo, Amigó  fue secretario entre 1959 y 1975. En este período catalanizó los documentos internos de aquella institución. También  fue su presidente entre 1979 y 1997, etapa durante la cual se redactaron unos nuevos Estatutos (1984) y se publicaron investigaciones vinculadas a la filología, además de la temática habitual. Fue presidente del Centre de Lectura entre junio de 1973 y el junio de 1975, y dirigió también la Revista de la entidad. Vinculó el Centro con actividades de carácter reivindicativo, como la Flama del Canigó.
Fue considerado una figura clave dentro del estudio de la onomástica y el maestro de una generación de eruditos al Campo de Tarragona.
Publicó varios libros de toponimia y guías itinerarias de Cataluña. Hizo cursos de onomástica en la Universidad de Valencia, en la Universidad de Lérida y en la Universidad Rovira i Virgili de Tarragona. A partir del 1980 y hasta su muerte, fue vicepresidente de la Sociedad de Onomástica de Cataluña. También desde el 1994 hasta a su muerte fue miembro correspondiente de la Sección Filológica del Instituto de Estudios Catalanes. En 1997 fue galardonado con la Creu de Sant Jordi.
Murió en Reus el 16 de septiembre de 2011 y su funeral se celebró en el tanatorio de ciudad, donde la bandera ondeó a media asta con un crespón negro.

## Obras
- Els topònims de la ciutat i el terme de Reus. Reus: Associació d'Estudis Reusencs, 1957. Premi Eduard Brossa 1955 de la Societat Catalana de Geografia.
- Les muntanyes de Prades, el Montsant i Serra la Llena. Amb Josep Iglésies i Fort i Joaquim Santasusagna. Barcelona: Rafael Dalmau, 1960
- El topònims del terme municipal i del terme de La Mussara. Tarragona: La Diputació, 1963. Premi Eduard Brossa 1961 de la Societat Catalana de Geografia.
- El topònims del terme municipal i del terme de Constantí. Tarragona: La Diputació, 1968
- Toponímia dels termes municipals i nuclis de població de Castellvell del Camp i d'Almoster. Reus: Associació d'Estudis Reusencs, 1968
- Toponímia de Vila-seca de Solcina i del seu terme municipal. Vila-seca: Salou: Agrupació Cultural de Vila-seca - Salou, 1978
- Toponímia de terme municipal de Vilallonga de Ter. Barcelona: Fundació Salvador Vives Casajuana, 1979 ISBN 8423201384
- Noms de lloc i de persona del terme de Prades. Reus: Associació d'Estudis Reusencs; Prades: l'Ajuntament, 1985 ISBN 8439841183
- Materials per a l'estudi dels noms de lloc i de persona i renoms del terme de Reus. Reus: Associació d'Estudis Reusencs, 1988. ISBN 8486387655
- Sobre inventaris de noms de lloc: introducció metodològica. Reus: Centre de Lectura, 1989
- Noms actuals i pretèrits del terme antic de Cornudella de Montsant. Amb Joan Bpta. Espasa Ballester. Reus: Associació d'Estudis Reusencs, 1990 ISBN 8440484364
- Evarist Fàbregas i el seu temps. Amb Jordi Tous i Enric Ucelay Da Cal. Reus: Centre de Lectura, 1990 ISBN 8440464916
- L'ensenyança de la llengua catalana, des de Reus, sota el franquisme: homenatge a Teresa Miquel i Pàmies. Reus: Centre de Lectura, 1994 ISBN 8487873103
- Ciurana de Tarragona: enllà de la llegenda i la història. Barcelona: Fundació Roger de Belfort: Institut d'Estudis Catalans, 1995 ISBN 8472832821
- Amb penyals d'un blau cansat. Reus: Centre de Lectura, 1998 ISBN 8487873251
- Siurana de Prades: la terra i la gent. Barcelona: Rafael Dalmau, 1998 ISBN 8423205266
- Introducció a la recerca en toponímia i antroponímia. Barcelona: Abadía de Montserrat, 1999. ISBN 8484150755
- Les Places del Mercat a la ciutat de Reus : Un assaig historicista. Reus: Centre de Lectura, 1999 ISBN 8487873316
- Llenguatge endins: un recorregut històric pels noms de lloc . Reus: Centre de Lectura, 2000. ISBN 8487873332
- El tràfic amb el fred, al Campo de Tarragona: segles XVI - XIX. Barcelona: Abadía de Montserrat, 2002 ISBN 848415422X
- Les Etimologies, el territori de Tarragona, l'aigua, a Reus: un tríptic reusenc. Reus: Associació d'Estudis Reusencs, 2004 ISBN 8493232475
- Homenatges, debats i records de muntanya. Reus: Centre de Lectura: Centre d'Amics de Reus, 2005 ISBN 8487873588
- Espigoladures onomàstiques. Barcelona: Abadía de Montserrat, 2005 ISBN 8484157172
- La Mussara un vell afecte: notícies històriques disperses. Barcelona: Rafael Dalmau, 2006 ISBN 8423206971
- Onomàstica del terme municipal de Constantí. Barcelona: Institut d'Estudis Catalans, 2008 ISBN 9788472839847
- Onomàstica del terme municipal de Porrera. Barcelona: Institut d'Estudis Catalans, 2011 ISBN 9788499650715
- Onomàstica i llenguatge: de cap a cap del país. Barcelona: Rafael Dalmau, 2011 ISBN 9788423207558

## Premios y distinciones
- 1955: Premio Eduard Brossa, de la Sociedad Catalana de Geografía.[4]
- 1961: Premio Eduard Brossa, de la Sociedad Catalana de Geografía.[5]
- 1997: Cruz de Sant Jordi.[2]
- Medalla de Oro de Reus[3]